# ریمگپنت (Rimegepant)
ریمجپنت (Rimegepant) که با نام تجاری نورتک Nurtec ODT (Vydura) به بازار عرضه می‌شود، دارویی است که برای درمان سریع حملات میگرن در افراد بزرگسال تجویز می‌شود. همچنین این دارو برای پیشگیری از وقوع حملات میگرن متناوب (اپیزودیک) در بزرگسالان مورد استفاده قرار می‌گیرد.
در ایالات متحده، Rimegepant برای درمان میگرن حاد در فوریه 2020 شده است  همچنین تأیید این دارو برای جلوگیری از میگرن اپیزیودی در ژوئن 2021 تمدید شد.

## استفاده های پزشکی
Rimegepant برای درمان میگرن حاد با یا بدون اورا در بزرگسالان و برای درمان پیشگیرانه میگرن اپیزودیک در بزرگسالان اندیکاسیون دارد.

## مکانیسم عمل
Rimegepant یک مهارکننده مولکولی کوچک گیرنده پپتید مرتبط با ژن کلسی تونین (CGRP) است که از عملکرد CGRP، یک گشادکننده عروق قوی که اعتقاد بر این است که در سردردهای میگرنی نقش دارد، مسدود می کند.
Rimegepant توسط Biohaven Pharmaceuticals ساخته شده است. این دارو را پس از دریافت تایید FDA در فوریه 2020 در ایالات متحده بازار می دهد. تأیید بر اساس شواهد از یک آزمایش‌ها بالینی از 1351 مورد با سردرد میگرن بود.

### وضعیت حقوقی
در تاریخ ۲۴ فوریه ۲۰۲۲، سازمان دارویی اروپا (EMA) نظریه مثبتی را ارائه داد و توصیه به صدور مجوز بازاریابی برای داروی Vydura کرد که به منظور پیشگیری و درمان فوری میگرن طراحی شده است.

## لینک های خارجی
- ClinicalTrials.gov NCT03461757 Trial in Adult Subjects With Acute Migraines
- ClinicalTrials.gov NCT03732638 Efficacy and Safety Trial of Rimegepant for Migraine Prevention in Adults

[[رده:آنتاگونیست‌های پپتید مرتبط با ژن کلسی‌تونین]]
[[رده:داروهای ضدمیگرن]]